# 宮崎県立佐土原高等学校
宮崎県立佐土原高等学校（みやざきけんりつ さどわらこうとうがっこう）は、宮崎県宮崎市佐土原町下田島に所在する公立の工業系の高等学校。

## 概要
進路
就職率は100%。一方で卒業生の半数が進学、国公立大学合格者数も例年30人前後で全国の工業高校ではトップクラスである。
就職も進学もできる「ハイブリッド」な高校として実績を残している。
校訓
「自立」「協調」「創造」
校章
鳳の羽ばたきとVitalityのVを図案化し、生徒が、活力を秘め、未来に向かって飛翔する姿を、おおらかに表している。
アドミッション・ポリシー
- 学習面において優れた学力を有し、コンピュータを活用したものづくりに興味や関心があり、志望学科への目的意識が明確である生徒
- 基本的な生活習慣を身につけ、修学の意志が固く、本校での学校生活に適応できる生徒
- 部活動（クラブ活動）、ボランティア活動、生徒会活動等に熱心に取り組んでいる生徒

部活動
硬式テニスは全国レベル、野球では2004年夏（第86回）に初出場した。文化部では、演劇部・放送部・弦楽部・吹奏楽部などが顕著な実績を残しており、生産部も、情報技術部・デザイン技術部などが実績を残している。
姉妹校
 台湾台中市立東勢工業高級中等学校‐2019年1月締結
 韓国安山工業高校‐2024年9月締結
その他
2016年、マスコットキャラクター「サクジラ」が誕生した。
国家資格の基本情報技術者試験（FE）の午前科目免除制度の認定校となっている。

## 設置学科
- 電子機械科‐電子技術、機械技術及び情報技術に関する基礎的、基本的な知識と技術について学習する
- 通信工学科-電気・電子・通信・情報を融合し電気通信技術に関する基礎的・基本的な知識と技術を学習する
- 情報技術科-ハードウェア・ソフトウェアの両面にわたって、知識と技術を学習するとともに、実践的な能力を養う
- 産業デザイン科-表現力や想像力の向上を図りつつ現代社会のデザインについての考察力と広い視野を養う

## 部活動
文化部
- 写真部
- 文芸部
- 放送部
- 茶道部
- 吹奏楽部
- 弦楽部
- 放送部
- 演劇部

運動部
- テニス部
- 野球部
- 男子バスケットボール部
- 女子バスケットボール部
- バレーボール部
- 陸上部
- ラグビー部
- バドミントン部
- ウェイトリフティング部
- サッカー部
- 卓球部
- 弓道部
- 水泳部

生産部
- 電子機械技術部
- 通信技術部
- 情報技術部
- デザイン技術部
- 工芸デザイン部
- エコカー部
- マイコンカー部

## 取得可能な資格・検定
機械
- 基礎製図検定
- 機械製図検定
- 初級CAD検定
- ガス溶接技能講習
- アーク溶接技能講習

通信
- 電気工事士
- 陸上特殊無線技士

情報
- 基本情報技術者
- パソコン利用技術検定

産デ
- Illustrator＠クリエイター能力認定

全学科
- ITパスポート
- 情報技術検定
- 計算技術検定
- 技能士
- 危険物取扱者乙種
- ビジネス文書実務検定
- 簿記実務検定
- 日本漢字能力検定
- 実用英語技能検定

## 沿革
- 1988年 - 宮崎県立佐土原高等学校設立。
- 1997年 - 第一回卒業式挙行
- 1997年 - 校訓碑設立
- 1999年 - トレーニング場竣工
- 2004年 - 第86回全国高等学校野球選手権大会初出場。二回戦進出。
- 2007年 - 創立20周年記念式典挙行
- 2017年 - 創立30周年記念式典を開催。ゲストとして榎木田朱美（テレビ宮崎アナウンサー）が来校し講話を行った。
- 2023年 - テニス部　全国選抜大会3位

## 著名な卒業生・関係者
- 蛯原友里 - ファッションモデル
- 金丸将也 - 元プロ野球選手
- 横山優也 - KOTORIのVo/Gt
- 渡辺正善 - ラグビー選手
- 岩切剣一郎 - 建築家 (カリフォルニア工務店[3] クリエイティブ・ディレクター)

## 学校行事
佐土原高校では季節に合わせ様々なイベントが開催される。代表的なものとして 銀麗祭（ぎんれいさい） がある。銀麗祭は、佐土原高校の文化祭・体育祭の総称で、例年体育の部は9月に。文化の部は12月に開催される。それ以外のイベントについては下記の通り。
- 4月 - 入学式、遠足
- 5月 - 中間テスト、生徒総会
- 6月 - 期末テスト
- 7月 - クラスマッチ、体験入学（中学生向け）
- 9月 - 銀麗祭 体育の部
- 10月 - インターンシップ、中間テスト
- 11月 - 校内長距離走駅伝大会、オープンスクール
- 12月 - 期末テスト、銀麗祭 文化の部、生徒会退任式、2年生修学旅行
- 1月 - 課題研究発表会
- 2月 - 学年末テスト
- 3月 - クラスマッチ、卒業式